# Il tornado di valle Scuropasso
 Il tornado di valle Scuropasso è un romanzo di Tiziano Sclavi pubblicato nel 2006.